# Nora Jakobsson van Stam
Nora Emilie Jakobsson van Stam (* 9. Dezember 1994) ist eine schwedische Handballspielerin.

## Karriere
Nora Jakobsson van Stam begann das Handballspielen in Schweden bei Skara HF. Ab 2010 spielte sie für Skövde HF. In der Saison 2014/15 kehrte sie für eine Spielzeit wieder zu Skara HF zurück. Stand ab der Saison 2015/16 aber wieder im Kader von Skövde HF. Im Sommer 2022 wechselte sie gemeinsam mit ihrer Mannschaftskollegin Hannele Nilsson zum deutschen Erstligisten BSV Sachsen-Zwickau. Mit Sachsen gelang ihr der Klassenerhalt in der 1. Bundesliga über die Relegation. Im Sommer 2024 schloss sie sich dem norwegischen Zweitligisten Volda Handball an. Im Sommer 2025 wird sie ein weiteres Mal zum schwedischen Verein Skövde HF zurückkehren.